# Жанатурмис (Мактааральський район)
Жанатурми́с (каз. Жаңатұрмыс) — село у складі Мактааральського району Туркестанської області Казахстану. Входить до складу Єнбекшинського сільського округу.
Населення — 438 осіб (2021; 311 у 2009, 295 у 1999, 349 у 1989).